# Marcelino Marcos Líndez
Marcelino Marcos Líndez, né le 18 avril 1968 à Oviedo, est un homme politique espagnol membre du Parti socialiste ouvrier espagnol (PSOE).
Travaillant au service régional des impôts, il est maire de Tineo de 2003 jusqu'à sa démission en 2012 afin de se consacrer pleinement à son mandat de député à la Junte générale de la principauté des Asturies. D'abord porte-parole adjoint, il est promu porte-parole du groupe parlementaire socialiste en juin 2017. Il est élu deux ans plus tard président de cette assemblée.

## Biographie

### Formation et vie professionnelle
Marcelino Marcos est titulaire d'un diplôme en sciences entrepreneuriales délivré par l'université d'Oviedo. Il travaille pour l'organisme gérant les services des impôts de la principauté des Asturies.

### Maire de Tineo
Affilié au Parti socialiste ouvrier espagnol depuis 1991, il devient membre sans responsabilité de la commission exécutive régionale de la fédération socialiste asturienne-PSOE (FSA-PSOE) lors du congrès de 2000 et le reste jusqu'en 2008. Lors des élections municipales de mai 2003, il conduit la liste du parti à Tineo, commune de 12 500 habitants située à l'ouest de la communauté autonome. Il se classe en deuxième position derrière le Parti populaire (PP) en obtenant un score de 31,88 % des voix et six mandats de conseillers municipaux, soit un de moins que les conservateurs. Il devient pourtant maire de la commune le 14 juin suivant à la majorité absolue du conseil municipal à la suite du ralliement des trois élus obtenus par le parti local Unité paysanne de Tineo (UCT).
Candidat à sa succession lors du scrutin local de mai 2007, il remporte 57,1 % des suffrages et 11 sièges au conseil municipal, soit deux de plus que la majorité absolue. En avril 2011, il montre sa prédisposition à créer un espace culturel dans l'ancienne maison en état d'abandon de José Maldonado — maire de la commune entre 1931 et 1933 et dernier président de la Seconde République en exil entre 1970 et 1977. Il remarque cependant que le contexte n'est pas favorable car cela « demande du temps et des ressources qui sont difficiles à obtenir ». En mai, il conforte son score avec 62,71 % des voix et 12 élus municipaux. Sous son mandat, il fait réaliser un complexe sportif comprenant trois piscines dont une de taille semi-olympique et la municipalité se voit restituer des archives sauvées de la destruction par l'association Conde de Campomanes de délibérations et cahiers de noblesse de la période comprise entre 1823 et 1838. Entre 2003 et 2017, il exerce les fonctions de secrétaire général du groupement socialiste de Tineo.

### Député régional
Lors des élections asturiennes anticipées du 25 mars 2012 convoquées par le président Francisco Álvarez-Cascos après le rejet par la Junte générale du projet de budget porté par l'exécutif régionaliste, Marcelino Marcos concourt en deuxième position sur la liste renouvelée de l'ancienne présidente de la Junte María Jesús Álvarez González dans la circonscription occidentale des Asturies. Les trois sièges remportés par la FSA-PSOE dans la circonscription lui permettent de faire son entrée à la Junte générale. Il choisit alors de démissionner librement de la mairie de Tineo où il propose le nom de son premier adjoint José Ramón Feito pour lui succéder. Choisi comme porte-parole adjoint du groupe parlementaire, il s'intéresse aux questions relatives au développement rural et préside la commission de l'Économie et de l'Emploi. Il intègre également, en tant que membre, le conseil régional du développement agroalimentaire.
Il conserve sa position sur la liste désormais conduite par Elsa Pérez García à l'occasion des élections asturiennes de mai 2015 et se trouve réélu avec deux colistiers. Il maintient ses responsabilités parlementaires mais quitte sa présidence de commission. Après l'élaboration d'un rapport sur l'exercice 2008 par la Cour des comptes, le conseiller municipal de la formation Somos Tineo dénonce les faits au parquet qui ouvre une enquête à son encontre pour prévarication en février 2016. Le tribunal supérieur de justice des Asturies (TSJA) relève un non-lieu à poursuivre en décembre dans la mesure où les faits ne sont pas constitutifs d'un délit. Après la nomination du porte-parole parlementaire Fernando Lastra au poste de conseiller aux Infrastructures, à l'Aménagement du territoire et à l'Environnement du deuxième gouvernement de Javier Fernández en juin 2017, la direction de la FSA-PSOE désigne Marcos aux fonctions de porte-parole des élus PSOE et Carmen Eva Pérez comme son adjointe,.

### Président de la Junte générale
Il conduit la liste dans la circonscription occidentale lors des élections régionales de mai 2019 et obtient un score de 41,46 % des voix, ce qui correspond à quatre des six mandats en jeu. En compétition avec Juan Manuel Cofiño et Dolores Carcedo, Marcelino Marcos est choisi par la direction de la FSA-PSOE comme leur candidat à la présidence de l'assemblée législative. Seul candidat en lice lors de la séance constitutive de la XIe législature du 24 juin 2019, il est élu président de la Junte générale de la principauté des Asturies par une majorité absolue de 26 voix, réunissant les voix des socialistes, de Podemos et Izquierda Unida (IU),. Les autres formations politiques font le choix du vote blanc. Dans son discours d'installation, il exhorte les députés à ne pas s'ériger en « porte-parole de la colère, de la contestation gratuite et de la protestation intéressée » afin d'éviter la crispation politique. Dolores Carcedo le remplace alors comme porte-parole du groupe socialiste.